# Faiditus sicki
Faiditus sicki är en spindelart som först beskrevs av Harriet Exline och Levi 1962.  Faiditus sicki ingår i släktet Faiditus och familjen klotspindlar. Inga underarter finns listade i Catalogue of Life.